# Biografielijst Po

## Pob
- Karel Poborský (1972), Tsjechisch voetballer

## Poc
- Sébastien Pocognoli (1987), Belgisch voetballer

## Pod

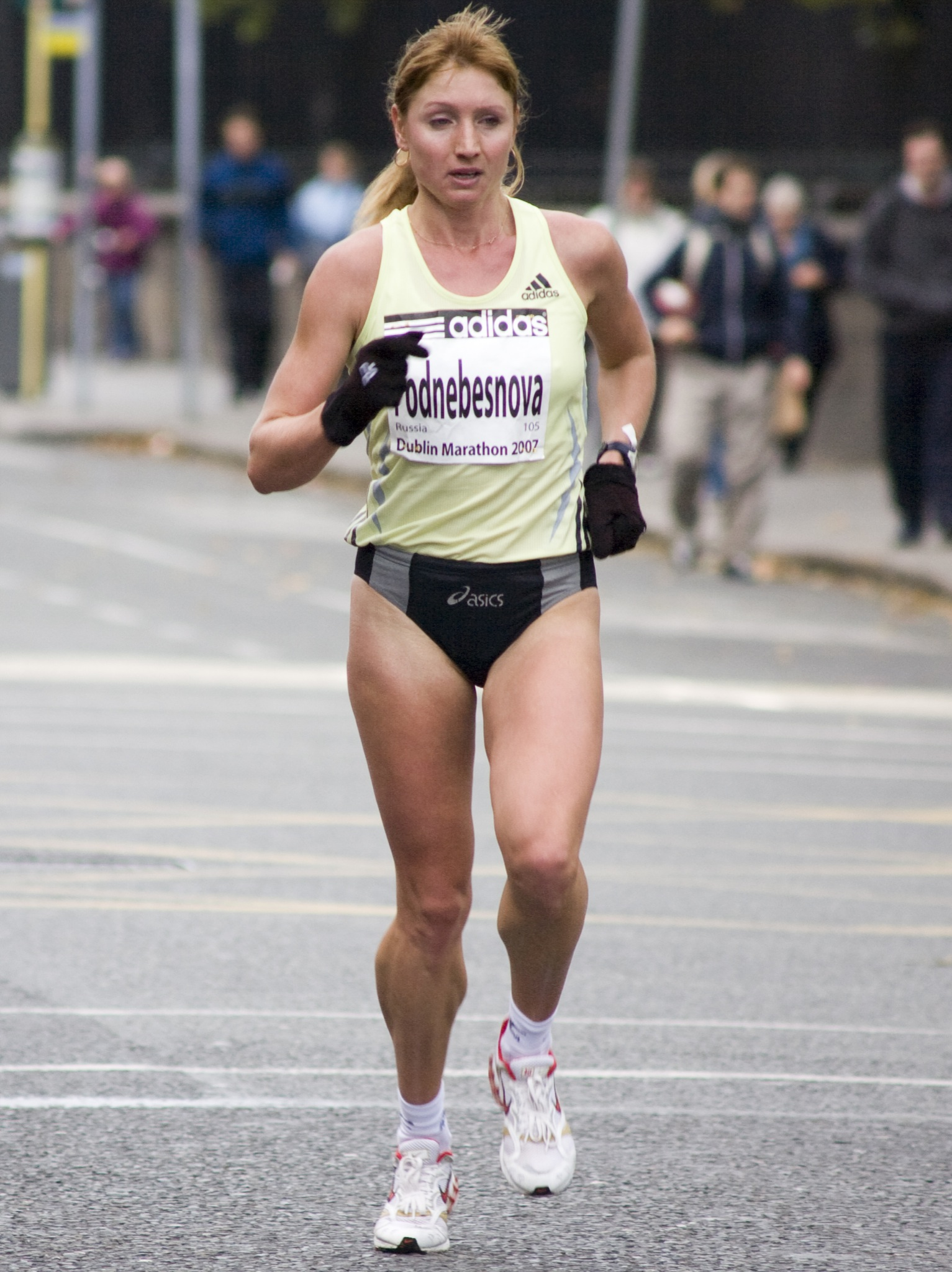
Nina Podnebesnova

- Jerzy Podbrożny (1966) Pools voetballer en voetbalcoach
- Cathy Podewell (1964), Amerikaans actrice
- Alois Podhajsky (1898-1973), Oostenrijks ruiter
- Ed Podivinsky (1970), Canadees alpineskiër
- Irina Podjalovskaja (1959), Sovjet-Russisch atlete
- Jevgeni Podkletnov (ca.1950), Russisch natuurkundige
- Iouri Podladtchikov (1988), Russisch-Zwitsers snowboarder
- Peter Podlunšek (1970), Sloveens piloot
- Nina Podnebesnova (1980), Russisch atlete
- Boris Podolski (1896-1966), Russisch-Amerikaans natuurkundige
- Olga Podtsjoefarova (1992), Russisch biatlete

## Poe

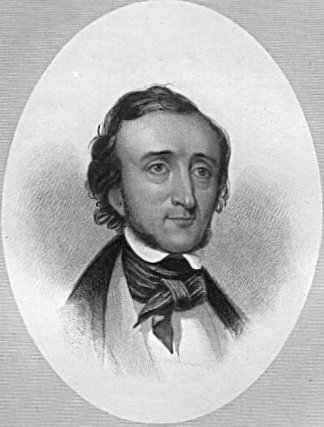
Edgar Allen Poe

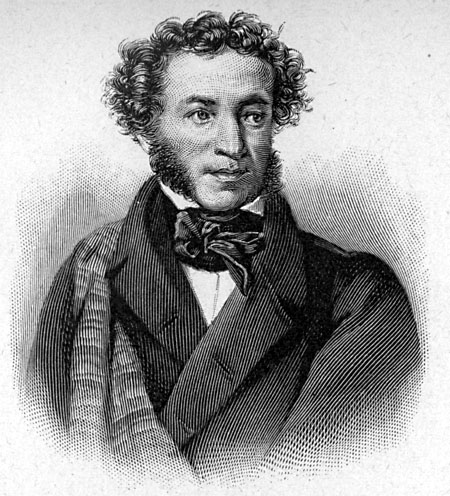
Aleksandr Poesjkin

- Edgar Allan Poe (1809-1849), Amerikaans schrijver
- Richard Poe (1946), Amerikaans acteur
- Grace Poe-Llamanzares (1965), Filipijns politicus
- Edoeard Poeterbrot (1940-1993), Sovjet-Russisch kunstschilder en decorontwerper
- Vsevolod Poedovkin (1893-1953), Russisch filmregisseur
- Jemeljan Poegatsjov (1740/42-1775), Russisch opstandeling
- Willem van der Poel (1926-2024), Nederlands computerpionier, informaticus en hoogleraar
- Joseph Poelaert (1817-1879), Belgisch architect
- Gerrit van Poelje (1884-1976), Nederlands ambtenaar en bestuurskundige
- Lambert Poell (1872-1937), Nederlands priester, esperantist en voorman sociale beweging
- Jacqueline Poelman (1973), Nederlands atlete
- Henri Poels (1868-1948), Nederlands priester, theoloog en voorman sociale beweging
- Paul Poels (1944), Belgisch atleet
- Pater (Gerrit) Poels (1929-2023), Nederlands welzijnswerker en voormalig priester
- Benoît Poelvoorde (1964), Waals-Belgisch acteur
- Ganchoegiyn Poerevbat (1965), Mongools schilder, museumdirecteur en lama
- Tatjana Poesjkarjova (1985), Russisch atlete
- Alexander Poesjkin (1799-1837), Russisch dichter
- Vladimir Poetin (1952), Russisch president (1999-2008, 2012-heden)
- Sarah Poewe (1983), Zuid-Afrikaans/Duits zwemster

## Pog
- Tadej Pogačar (1998), Sloveens wielrenner
- Marko Pogačnik (1944), Sloveens beeldhouwer en publicist
- Johann Christian Poggendorff (1796-1877), Duits natuurkundige en redacteur
- Michael Poghosian (1956), Armeens film- en theateracteur, zanger en cabaretier
- Ronald Pognon (1982), Frans atleet
- Aleksandr Pogorelov (1980), Russisch atleet
- Anna Pogorilaja (1998), Russisch kunstschaatsster
- Alina Pogostkina (1983), Duits violiste

## Poh
- Anton Pohl (1876-1942), Nederlands kunstschilder, aquarellist en etser
- Frederik Pohl (1919–2013), Amerikaans sciencefictionschrijver en redacteur
- Hugo von Pohl (1855-1916), Duits militair
- Peter Pohl (1940), Zweeds schrijver
- Nicolas Pohler (1995), Duits autocoureur

## Poi

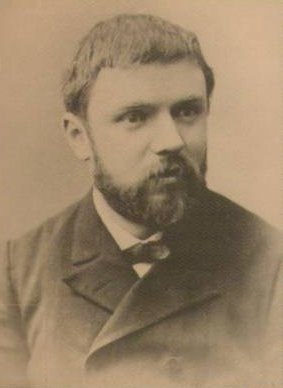
Henri Poincaré

- Alf Poier (1977), Oostenrijks artiest
- Henri Poincaré (1854-1912), Frans wiskundige
- Larry Poindexter (1959), Amerikaans acteur en zanger
- Bonnie Pointer (1950-2020), Amerikaans zangeres
- June Pointer (1953-2006), Amerikaans zangeres
- Priscilla Pointer (1924-2025), Amerikaans actrice
- Paul Poirier (1991), Canadees kunstschaatser
- David Poisson (1982), Frans alpineskiër
- Siméon Poisson (1781-1840), Frans wiskundige
- Jekaterina Poistogova (1991), Russisch atlete
- Sidney Poitier (1927-2022), Amerikaans acteur

## Poj
- Andrew Poje (1987), Canadees kunstschaatser

## Pok
- Nikola Pokrivač (1985), Kroatisch voetballer

## Pol

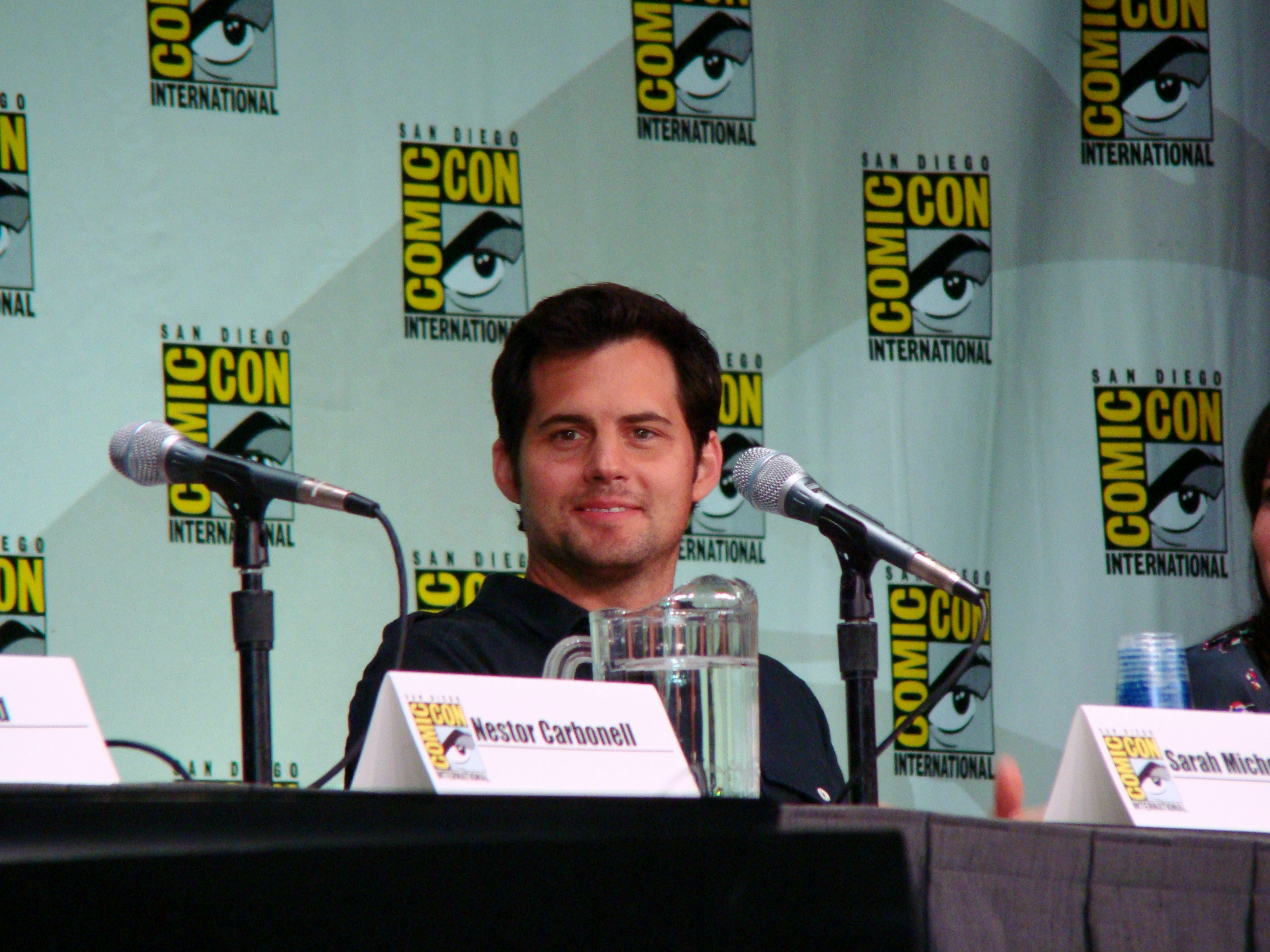
Kristoffer Polaha

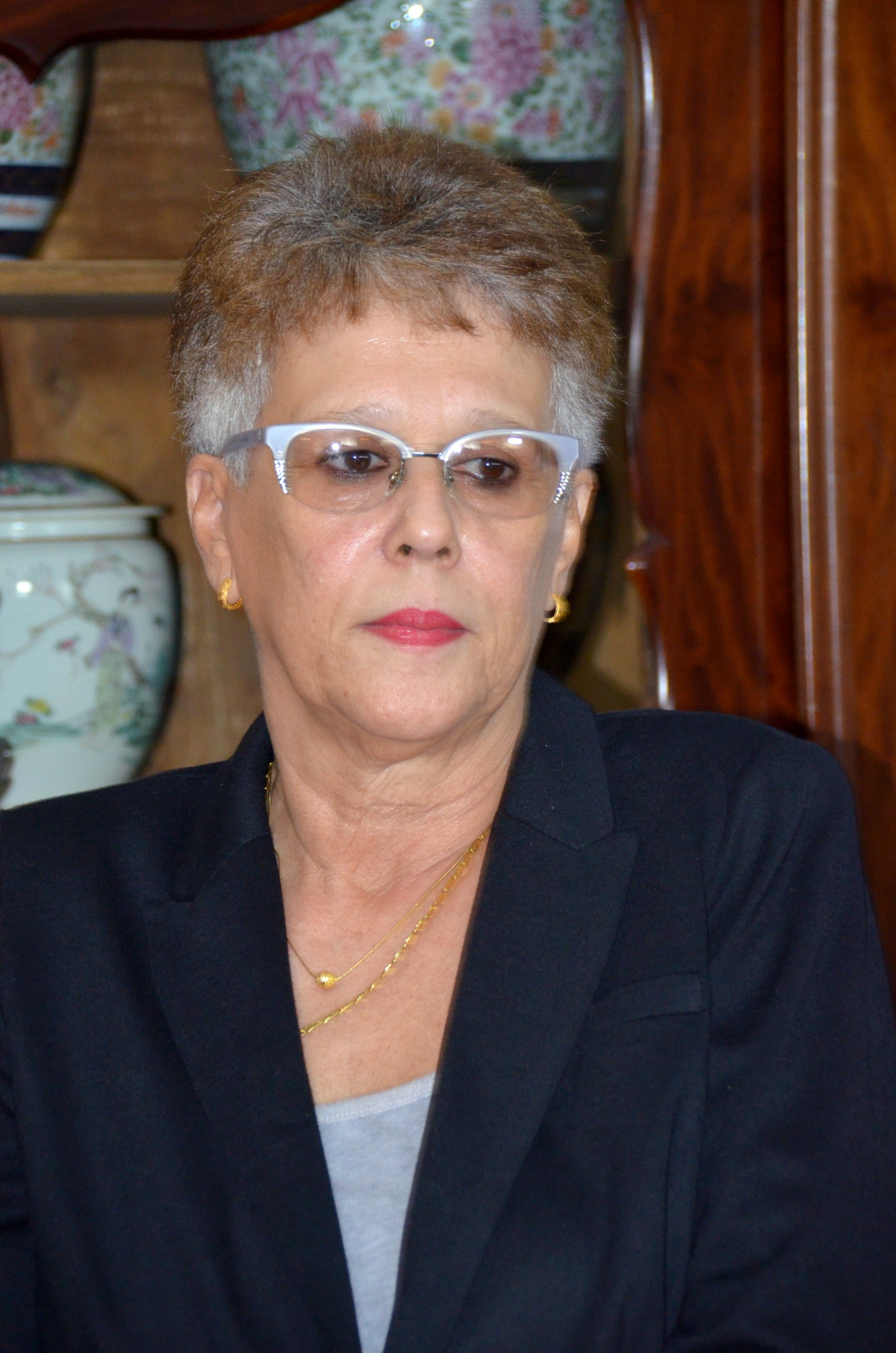
Cristien Polak

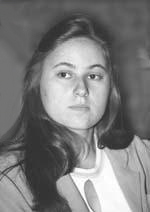
Judit Polgár
foto Gennadiy Titkov

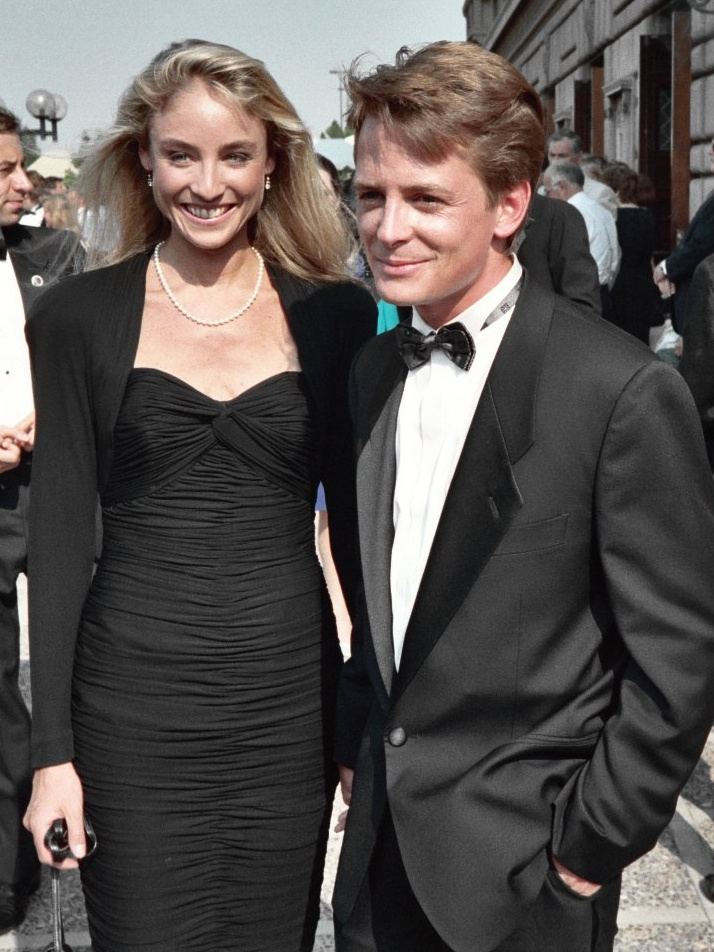
Tracy Pollan (links) met haar man Michael J. Fox

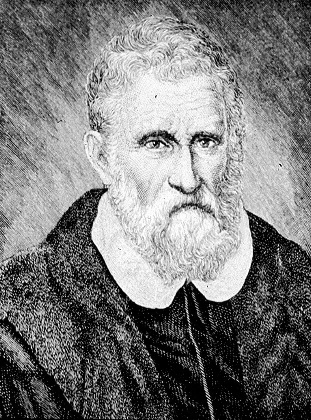
Marco Polo

- Andrea van Pol (1964), Nederlands redactrice en presentatrice
- Balthasar van der Pol (1889-1959), Nederlands natuurkundige
- Ilse Pol (1986), Nederlands atlete
- Piet van de Pol (1907-1996), Nederlands biljarter
- Alexander Pola (1914-1992), Nederlands acteur, tekstschrijver en komiek
- Kristoffer Polaha (1977), Amerikaans acteur
- Anna Polak (1906-1943), Nederlands gymnaste
- Ben Polak (1913-1993), Nederlands medicus, politicus en hoogleraar
- Bob Polak (1947), Nederlands publicist, columnist en criticus
- Carel Polak (1909-1981), Nederlands ambtenaar, rechtsgeleerde en politicus
- Clairy Polak (1956-2023), Nederlands journaliste en presentatrice
- Cristien Polak (1954-2022), Surinaams politicus
- Fred Polak (1907-1985), een van de aartsvaders van de Nederlandse futurologie
- Gaston Polak (1874-1970), Belgisch mijningenieur
- Hans Polak (1945-2016), Nederlands journalist en tv-programmamaker
- Henri Polak (1868-1943), Nederlands vakbondsbestuurder en politicus
- Inez Polak (1949), Nederlands journalist
- Jakub Polak (ca. 1545-1605), Pools luitist en componist
- Jan Polák (1981), Tsjechisch voetballer
- Johan Polak (1928-1992), Nederlands uitgever, essayist, bibliofiel, vertaler en mecenas
- Leo Polak (1880-1941), Nederlands filosoof, rechtsgeleerde en humanist en vrijdenker
- Mathieu Daniel Polak (1972), Nederlands pianist, beiaardier en componist
- Michel Polak (1885-1948), Belgisch-Zwitsers architect
- Nina Polak (1986), Nederlands schrijver en journalist
- Salomo Polak (1879-1942), Nederlands ondernemer en politicus
- Sidney Polak (1972), Pools multi-instrumentalist, zanger, componist en tekstschrijver
- Sjaak Polak (1976), Nederlands voetballer
- Willem Polak (1915-1993), Nederlands oorlogsmisdadiger
- Wim Polak (1924-1999), Nederlands politicus
- Desi Polanen (1913-1994), Surinaams politicus
- Rudy Polanen (1943-2008), Surinaams predikant en mensenrechtenactivist
- Sam Polanen (1941-2022), Surinaams jurist
- Roman Polański (1933), Pools acteur en regisseur
- Peter Polansky (1988), Canadees tennisser
- Karl Polanyi (1886-1964), Joods-Hongaars econoom en socioloog
- Michael Polanyi (1891-1976), Joods-Hongaars-Brits econoom, filosoof en scheikundige
- Joe Polchinski (1954-2018), Amerikaans natuurkundige
- Gerrit Jan Polderman (1947-2017), Nederlands burgemeester
- Hugo Polderman (1951), Nederlands bibliothecaris en politicus
- Katinka Polderman (1981), Nederlands cabaretière
- Piet Polderman (1933-1998), Nederlands kunstenaar
- Rama Polderman (1924-2004), Nederlands arts, yoga-leraar en goochelaar
- Silvester Polderman (1973), Nederlands schrijver en coach
- Adrie Poldervaart (1970), Nederlands voetbaltrainer
- Michel Poldervaart (1988), Nederlands voetballer
- Carlos Polenus (?), Belgisch syndicalist
- Sybren Polet (1924-2015), Nederlands schrijver en dichter
- Severino Poletto (1933-2022), Italiaans kardinaal
- Judit Polgár (1976), Hongaars schaakster
- Alessia Polieri (1994), Italiaans zwemster
- Josef Polig (1968), Italiaans alpineskiër
- Joel Polis (1951), Amerikaans acteur
- Anna Politkovskaja (1958-2006), Russisch activiste, journaliste en publiciste
- Michail Politsjoek (1989), Russisch zwemmer
- Hugh David Politzer (1949), Amerikaans natuurkundige en Nobelprijswinnaar
- Anatolij Ivanovitsj Polivoda (1947-2024), Oekraïens basketbalspeler
- Valeri Poljakov (1942-2022), Russisch kosmonaut
- Jevgenia Poljakova (1983), Russisch atlete
- Igor Poljanski (1967), Russisch zwemmer
- James Polk (1795-1849), Amerikaans president (1845-1849)
- Sigmar Polke (1941-2010), Duits schilder en fotograaf
- Claudia Poll (1972), Costa Ricaans zwemster
- Evert van de Poll (1952), Nederlands theoloog, predikant en redacteur
- Jaap van der Poll (1914-2010), Nederlands atleet
- Jack van Poll (1934–2022), jazzmusicus
- Jacobus Daniël Poll (1889-1945), Nederlands verzetsstrijder
- Max Poll (1908-1991), Belgisch zoöloog
- Willem Jan Marie van de Poll (1882-1930), Nederlands ambtenaar en politicus
- Harold Pollack (1947-2013), Surinaams politicus
- Sydney Pollack (1934-2008), Amerikaans filmregisseur, -producent en -acteur
- Laura Pollán (1948-2011), Cubaanse mensenrechtenactivist
- Tracy Pollan (1960), Amerikaans actrice
- Heinz Pollay (1908-1979), Duits ruiter
- Karen Pollefeyt (1979), Belgisch atlete
- Jacques Pollet (1922-1997), Frans autocoureur
- Romanie Pollet (1898), oudste mens van België
- Odilon Polleunis (1943), Belgische voetballer
- Willy Polleunis (1947), Belgisch atleet
- Eugene Polley (1915-2012), Amerikaans technicus en uitvinder
- Maurizio Pollini (1942-2024), Italiaans pianist en dirigent
- Judith Pollmann (1964), Nederlands historicus en hoogleraar
- Estavana Polman (1992), Nederlands handbalster
- Gerrit Polman (1868-1932), Nederlands predikant
- Marco Polo (1274-1324), Venetiaans handelaar en ontdekkingsreiziger
- Lev Poloegajevski (1934-1995), Russisch schaker
- Kerima Polotan-Tuvera (1925-2011), schrijfster
- Henk van der Pols (1923-2020), Nederlands politicus
- Huibert Pols (1952), Nederlands hoogleraar en arts
- Toni Polster (1964), Oostenrijks voetballer
- Aleksej Poltoranin (1987), Kazachs langlaufer
- Polycarpus (ca.69-ca.156), apostolisch vader
- Heinz Hermann Polzer (1919-2015), Drs. P., Zwitsers-Nederlands liedschrijver en zanger

## Pom
- Carolus Poma (1882-1962), Belgisch politicus
- Karel Emiel Hubert Poma (1920-2014), Belgisch politicus
- William J. Pomeroy (1916-2009), Amerikaans schrijver en politiek activist
- Markus Pommer (1991), Duits autocoureur
- Jürgen Pommerenke (1953), Oost-Duits voetballer
- Arnaldo Pomodoro (1926-2025), Italiaans beeldhouwer
- Antoine Pompe (1873-1980), Belgisch architect
- Georges Pompidou (1911-1974), Frans politicus

## Pon

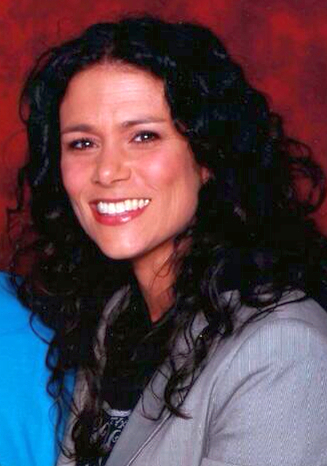
Melissa Ponzio, 2013

- Manuel Ponce (1882-1948), Mexicaans componist
- Miguel Ángel Ponce (1989), Mexicaans voetballer
- Juan Ponce de León (1460-1521), Spaans conquistador
- Jean-Victor Poncelet (1788-1867), Frans meetkundige en ingenieur
- Helena Ponette (2000), Belgisch atlete
- Sergej Ponomarenko (1960), Russisch kunstschaatser
- Roeslan Ponomarjov (1983), Oekraïens schaker
- Oleksandr Ponomarjov (1973), Oekraïens bokser en zanger
- Félix Pons (1942-2010), Spaans politicus
- Xavier Pons (1980), Spaans rallycoureur
- Martin Ponsiluoma (1995), Zweeds langlaufer
- Christophe Ponsson (1995), Frans motorcoureur
- Herman Ponsteen (1953), Nederlands wielrenner
- Hans Pont (1938-2017), Nederlands bestuurder
- Mónica Pont (1969), Spaans atlete
- Willem du Pont (1751-1829), Nederlands officier
- Giovanni Pontano (1426-1503), Italiaans humanist en dichter
- Bruno Pontecorvo (1913-1993), Italiaans-Sovjet kernfysicus
- Gillo Pontecorvo (1919-2006), Italiaans filmregisseur en scenarioschrijver
- Guido Pontecorvo (1907-1999), Italiaans geneticus
- Leo Ponteur (1938), Belgisch bestuurder
- Annick Ponthier (1971), Belgisch politica
- Pierre Ponthier (1858-1893), Belgisch militair
- Ernest Ponthier de Chamaillard (1862-1930), Frans kunstschilder
- Carlo Ponti (1912-2007), Italiaans filmproducent
- Giò Ponti (1891-1979), Italiaans architect, schrijver en industrieel ontwerper
- Giovanni Ponti (1896-1961), Italiaans partizaan, burgemeester van Venetië, minister
- Michael Ponti (1937–2022), Duits-Amerikaans pianist
- Noè Ponti (2001), Zwitsers zwemmer
- Peter Pontiac (1951), Nederlands illustrator en striptekenaar
- Michela Ponza (1979), Italiaans biatlete
- Melissa Ponzio (1972), Amerikaans actrice

## Poo
- Brian Poole (1941), Brits zanger
- Jan Bart Le Poole (1917-1993), Nederlands natuurkundige
- Mart Poom (1972), Estisch voetballer
- Paul Poon (1971), Hongkongs autocoureur
- Jintara Poonlarp (1971), Thais actrice en zangeres
- Dick Poons (1940-2009), Nederlands radiomaker en stemacteur
- Sylvain Poons (1896-1985), Nederlands toneelspeler en zanger
- Dennis Poore (1916-1987), Brits autocoureur
- Henk Poort (1956), Nederlands operazanger en musicalster
- Bastiaan Poortenaar (1968-2024), Nederlands hockeyer
- Maarten Poorter (1978), Nederlands politicus
- Willem Poorterman (1923/24-2006), Nederlands verzetsstrijder
- Jan Poortvliet (1955), Nederlands voetballer en voetbaltrainer
- Rien Poortvliet (1932-1995), Nederlands tekenaar en schilder
- Jacques Poos (1935-2022), Luxemburgs politicus
- Rik Poot (1924-2006), Vlaams beeldhouwer

## Pop
- Iggy Pop (1947), Amerikaans zanger
- Vasko Popa (1922-1991), Servisch dichter
- Alexander Pope (1688-1744), Brits dichter en satiricus
- Franklin Leonard Pope (1840-1895), Amerikaans elektrotechnicus, onderzoeker en uitvinder
- Patricia Popelier (1970), Belgische juriste en hoogleraar
- Émile Popelin (1847-1881), Belgisch ontdekkingsreiziger
- Marie Popelin (1846-1913), Belgisch feministe
- Dimitrie Popescu (1961), Roemeens roeier
- Liliana Popescu (1982), Roemeens atlete
- Marioara Popescu (1962), Roemeens roeister
- John A. Pople (1925-2004), Brits theoretisch chemicus en Nobelprijswinnaar
- Jentsje Popma (1921-2022), Nederlands schilder en beeldhouwer
- Klaas Johan Popma (1903-1986), Nederlands filosoof, classicus en romanschrijver
- Aleksandr Popov (1971), Russisch zwemmer
- Aleksandr Popov (1859-1906), Russisch natuurkundige
- Goran Popov (1984), Macedonisch voetballer
- Oleg Popov (1930-2016), Russisch clown
- Sergej Popov (1930-1995), Sovjet-Russisch atleet
- Tony Popović (1973), Australisch-Kroatisch voetballer en voetbalcoach
- David Popovici (2004), Roemeens zwemmer
- Sándor Popovics (1939-2019), Hongaars voetballer en voetbalcoach
- Valeri Popovitsj (1970), Fins-Russische voetballer
- Jaroslav Popovytsj (1980), Oekraïens wielrenner
- Pavel Popovytsj (1930-2009), Oekraïens ruimtevaarder
- Paul Popowich (1973), Canadees acteur
- Alexander Popp (1976), Duits tennisser
- Lucia Popp (1939-1993), Slowaaks zangeres
- Edward Poppe (1890-1924), Vlaams priester
- Lesley-Ann Poppe (1979), Vlaams model en televisiepersoonlijkheid
- Remi Poppe (1938), Nederlands politicus en milieu-activist
- Stan Poppe (1924-2000), Nederlands politicus
- Boy van Poppel (1988), Nederlands wielrenner
- Danny van Poppel (1993), Nederlands wielrenner
- Jean-Paul van Poppel (1962), Nederlands wielrenner en ploegleider
- Karl Popper (1902-1994), Oostenrijk-Brits filosoof
- Manuel Poppinger (1989), Oostenrijks schansspringer
- Canna Maria Louise Popta (1860-1929), Nederlands ichtyoloog
- Frans Poptie (1918), Nederlands jazzviolist
- Ján Popluhár (1935-2011), Slowaaks voetballer
- Albert Popwell (1926-1999), Amerikaans acteur
- Omid Popalzay (1996), Afghaans voetballer

## Por

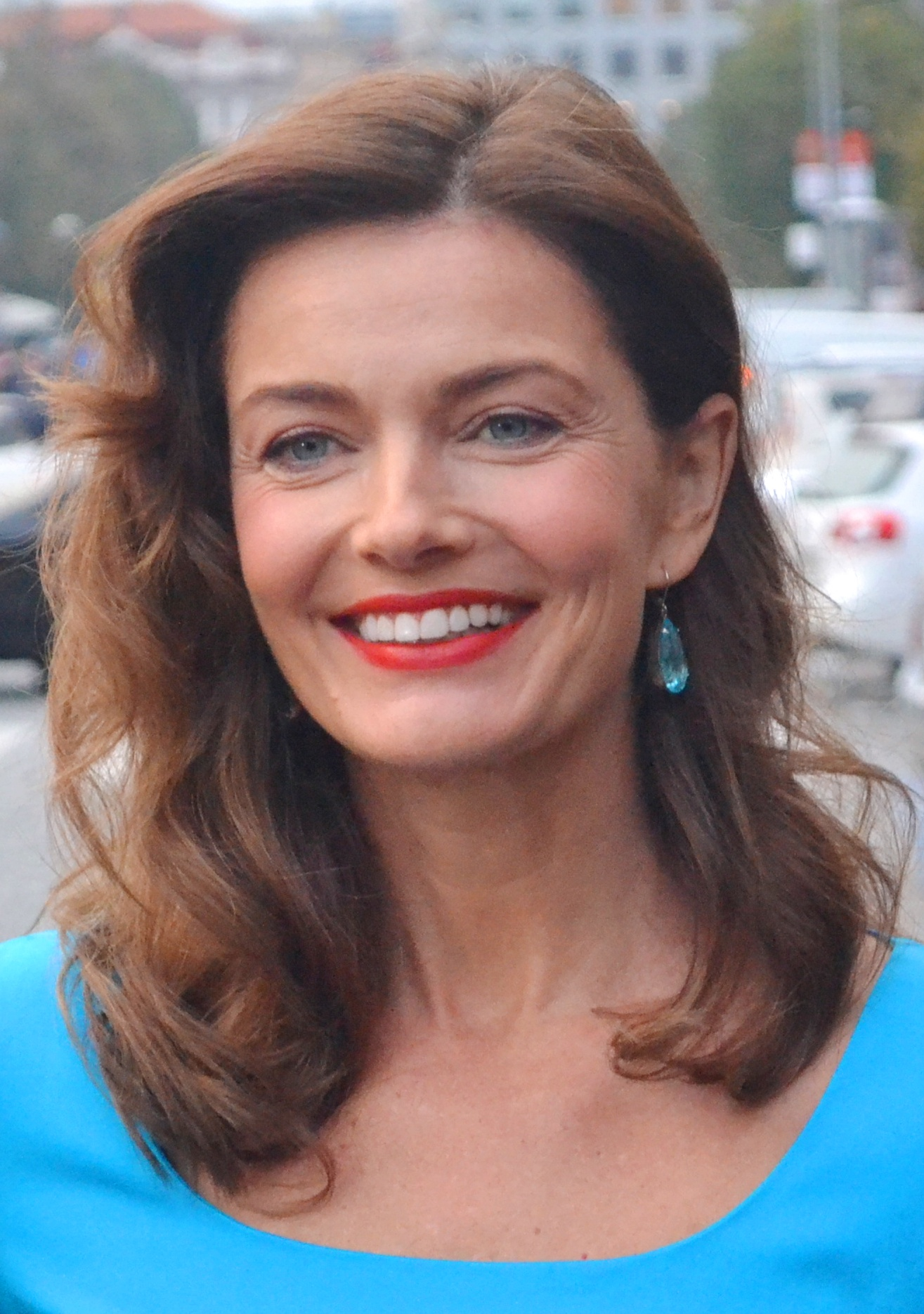
Paulina Porizkova, 2014

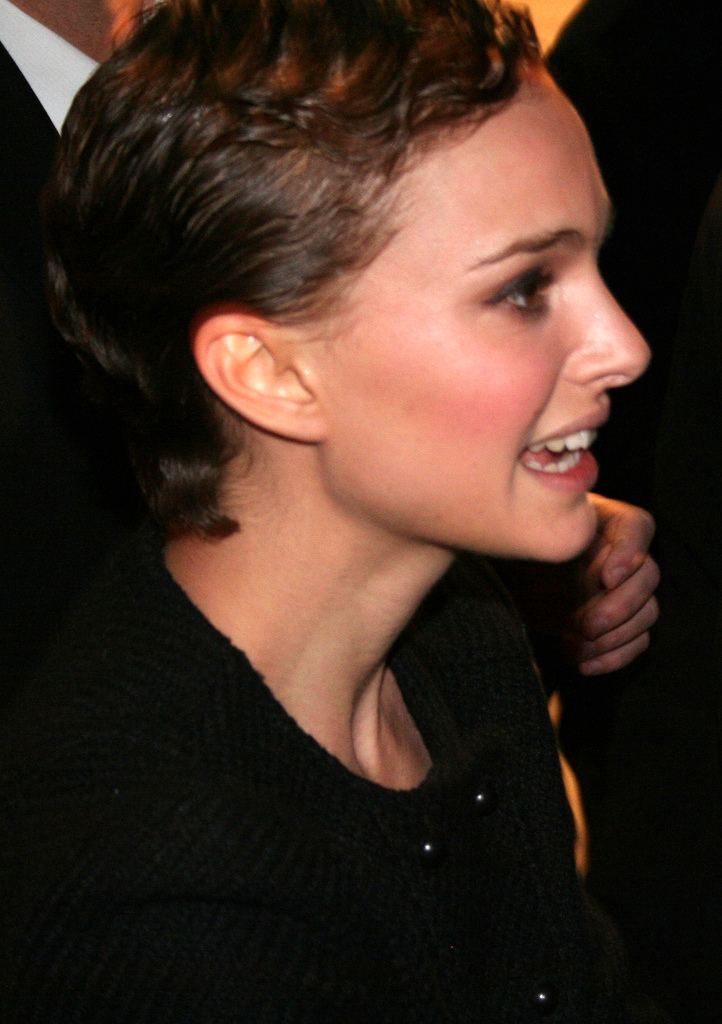
Natalie Portman

- Joe Porcaro (1930-2020), Amerikaans jazzmuzikant
- Laurent Porchier (1968), Frans roeier
- Paulina Porizkova (1965), in Tsjechië geboren actrice en model, zij heeft nu een Amerikaans en Zweeds nationaliteit
- Sam Pormes (1954), Nederlands politicus
- Matthew Porretta (1965), Amerikaans acteur
- Ferdinand Porsche (1875-1951), Oostenrijks autobouwer
- Ferry Porsche (1909-1998), Oostenrijks auto-ontwerper en ondernemer
- Mart Port (1922-2012), Estisch architect
- Giacomo della Porta (ca. 1537-1602), Italiaans architect
- Jordi Porta i Ribalta (1936-2023), Catalaans filosoof en cultureel activist
- Renato Portaluppi (1962), Braziliaans voetballer
- Albert Portas (1973), Spaans tennisser
- Félix Porteiro (1983), Spaans autocoureur
- Santiago Porteiro (1979), Spaans autocoureur
- Nico Porteous (2001), Nieuw-Zeelands freestyleskiër
- Adina Porter (1971), Amerikaans actrice
- Cole Porter (1891-1946), Amerikaans musicalschrijver
- Derek Porter (1967), Canadees roeier
- George Porter (1920-2002), Brits chemicus en Nobelprijswinnaar
- Gregory Porter (1971), Amerikaans jazzzanger
- Harry Porter (1882-1965), Amerikaans atleet
- Hugh Porter (1940), Brits wielrenner en verslaggever
- Mark Porter (1975-2006), Australisch autocoureur
- Michael Porter Jr. (1998), Amerikaans basketballer
- Rep Porter (1971), Amerikaans pokerspeler
- Rodney Porter (1917-1985), Engels biochemicus en Nobelprijswinnaar
- Emilio Portes Gil (1890-1978), president van Mexico (1928-1930)
- Gil Portes (1945-2017), Filipijns filmregisseur
- Michael Portillo (1953), Brits politicus en presentator
- Natalie Portman (1981), Israëlisch-Amerikaans actrice
- Ferdinand Portmans (1854-1938), Belgisch politicus
- Zlatko Portner (1962-2020), Servisch handballer
- Richard Portnow (1947), Amerikaans acteur en filmproducent
- Ethel Portnoy (1927-2004), Nederlands schrijfster
- Kiko Porto (2003), Braziliaans autocoureur
- Sebastián Porto (1978), Argentijns motorcoureur
- Mauritia Eleonora van Portugal (?-1674), Duits/Nederlands/Portugees prinses

## Pos

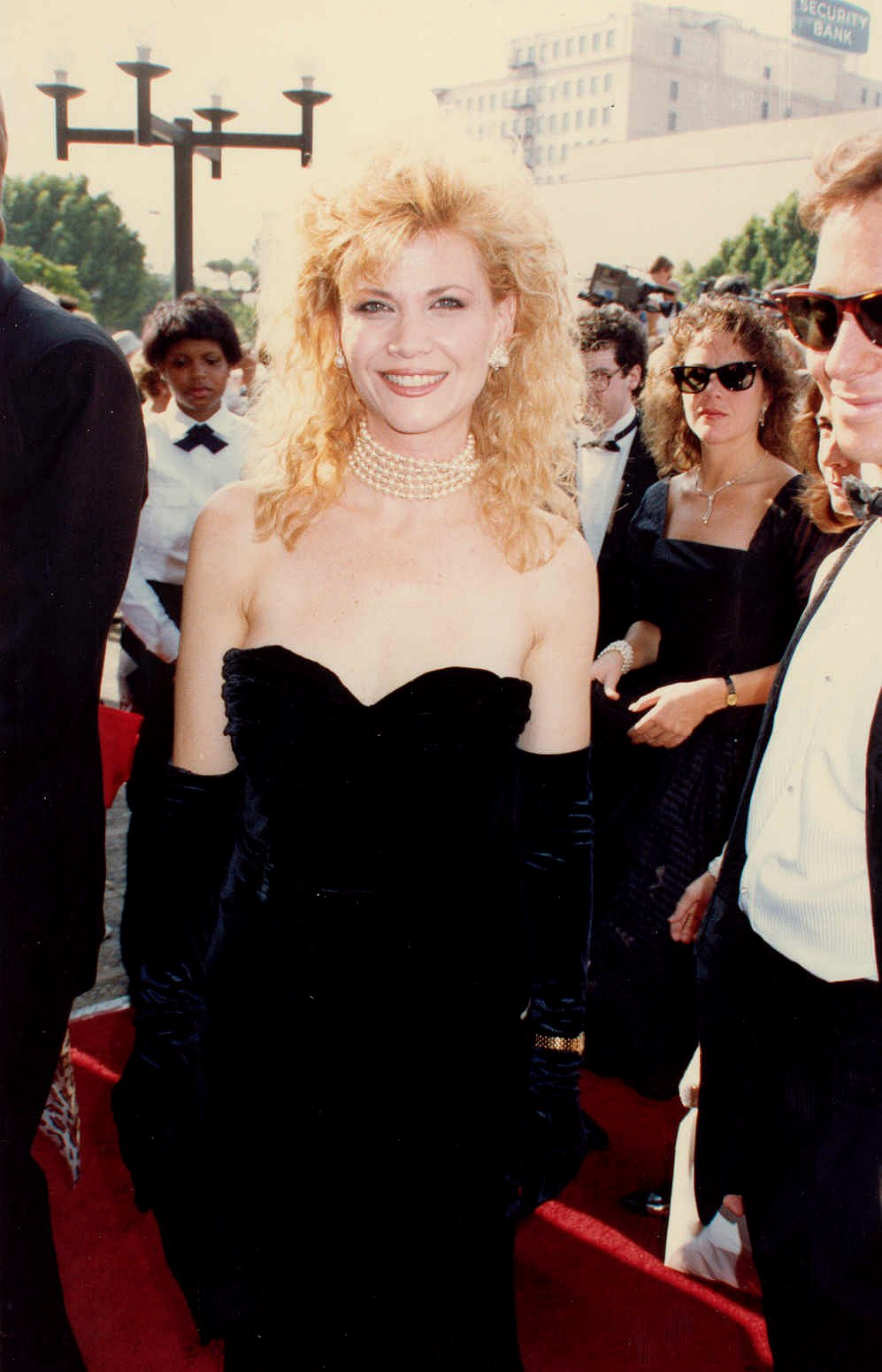
Markie Post, 1988

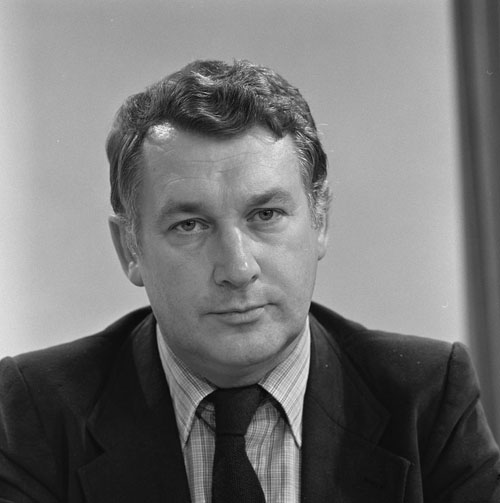
Koos Postema

- Emilie Pos (1994), Nederlands actrice
- Hans Pos (1958-2014), Nederlands filmproducent
- Raymond Henri Pos (1910-1964), Surinaams jurist en diplomaat
- José Guadalupe Posada (1854-1913), Mexicaans illustrator
- Luis Posada Carilles (1928-2018), Cubaans terrorist
- Juan Posadas (1884-1940), Filipijns bestuurder en burgemeester van Manilla
- Juan Jesús Posadas Ocampo (1926-1993), Mexicaans kardinaal
- Parker McKenna Posey (1995), Amerikaans actrice
- Sam Posey (1944), Brits autocoureur
- Sandy Posey (1944), Amerikaans zangeres
- Posidippus (3e eeuw v.Chr.), Grieks epigrammendichter
- Jaan Poska (1866-1920), Estisch staatsman
- Michael Posner (1936), Amerikaans psycholoog
- Jozef Posson (1912-1986), Amerikaans syndicalist en politicus
- Elisabeth Maria Post (1755-1812), Nederlands dichteres en schrijfster
- Grietje Post (1938-2023), Nederlands televisiepersoonlijkheid
- Henk Post (1900-1982), Nederlands predikant en verzetsman
- Henk Post (1947-2022), Nederlands voetballer
- Johannes Post (1904-1944), Nederlands verzetsman
- Mance Post (1925-2013), Nederlands illustratrice
- Marinus Post (1902-1944), Nederlands verzetsman
- Mark Post (1957), Nederlands farmacoloog en vasculair fysioloog
- Markie Post (1950-2021), Amerikaans actrice en filmproducente
- Niels Post (1972), Nederlands kunstenaar
- Peter Post (1933-2011), Nederlands beroepswielrenner
- Pieter Post (1608-1669), Nederlands kunstschilder en architect
- Sander Post (1984), Ests voetballer
- Winston Post (1972), Nederlands acteur, dj, model en zanger
- Ange Postecoglou (1965), Australisch voetballer en voetbalcoach
- Koos Postema (1932), Nederlands verslaggever en presentator
- Alex Posthuma (1944-2010), Nederlands volleyballer
- Hessel Posthuma sr. (1887-1964), Nederlands politicus
- Jacobus Lijkle Posthuma (1895-1968), Nederlands politiefunctionaris
- Joost Posthuma (1981), Nederlands wielrenner
- Sieb Posthuma (1960-2014), Nederlands illustrator, schrijver en theatervormgever
- Simon Posthuma (1939-2020), Nederlands kunstenaar
- Eddy Posthuma de Boer (1931-2021), Nederlands fotograaf
- Nicolaas Posthumus (1880-1960), Nederlands historicus
- Rob Posthumus (1949-2022), Nederlands politicus
- Willemijn Posthumus-van der Goot (1897-1989), Nederlandse econoom, journalist, feminist en vredesactivist
- Vito Postiglione (1977), Italiaans autocoureur
- Pete Postlethwaite (1945-2011), Brits acteur
- Andries Postma (1943), Nederlands rechtsgeleerde en politicus
- Angela Postma (1971), Nederlands zwemster
- Ids Postma (1973), Nederlands schaatser
- Jan Postma (1895-1944), Nederlands communist
- Neil Postman (1931-2003), Amerikaans schrijver
- Tom Poston (1921-2007), Amerikaans acteur, komiek en presentator

## Pot

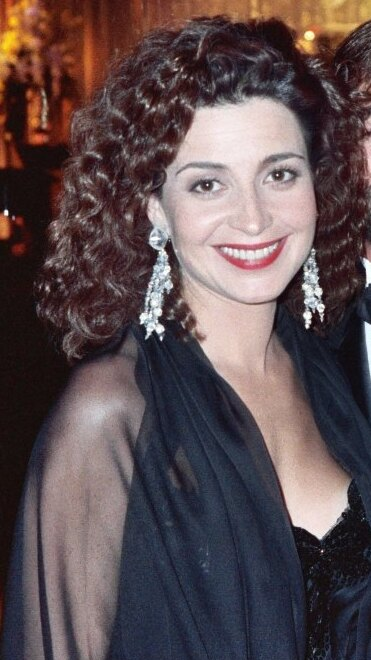
Annie Potts

- Marleen Pot (1988), Nederlands shorttrackster
- Willy Pot (1922-1991), Nederlands illustrator
- Combertus Willem van der Pot (1880-1960), Nederlands rechtsgeleerde
- Georgina Pota (1985), Hongaars tafeltennisster
- Igor Potapovich (1967), Sovjet-Russisch/Kazachs atleet
- Kris Poté (1962), Belgisch atleet
- Romain Poté (1935-2010), Belgisch atleet
- Jan Potharst (1918-2008), Nederlands voetballer en voetbalbestuurder
- Christina Elizabeth Pothast-Gimberg (1900-1975), Nederlands schrijfster van kinderboeken
- Patrick Pothuizen (1972), Nederlands voetballer
- Vladimir Potkin (1982), Russisch schaker
- Gerhard Potma (1967-2006), Nederlands zeiler en zeilmaker
- Janez Potočnik (1958), Europees commissaris
- Chaim Potok (1929-2002), Joods-Amerikaans schrijver en rabbijn
- Chris Potter (1960), Canadees acteur, filmregisseur en filmproducent
- Nic Potter (1951-2013), Brits bassist, gitarist, componist en kunstschilder
- Patricia Potter (1975), Brits actrice
- Paulus Potter (1625-1654), Nederlands kunstschilder
- Annie Potts (1952), Amerikaans actrice en filmproducente
- Jonathan Potts (1964), Canadees (stem)acteur
- Michael Potts (1962), Amerikaans acteur
- Maxime Potty (1999), Belgisch autocoureur
- Olga Potylitsina (1989), Russisch skeletonster
- Anett Pötzsch (1960), Oost-Duits kunstschaatsster

## Pou
- Georges Pouchet (1833-1894), Frans natuurhistoricus en anatoom
- Ronny van Poucke (1957-2016), Nederlands voetballer
- Ely Pouget (1961), Amerikaans actrice
- Claude Pouillet (1791-1868), Frans natuurkundige
- Georges Poulet (1902-1991), Belgisch literatuurcriticus
- Christian Poulsen (1980), Deens voetballer
- Kristian Poulsen (1975), Deens autocoureur
- Simon Poulsen (1984), Deens voetballer
- Thomas Poulsen (1970), Deens roeier
- Valdemar Poulsen (1869-1942), Deens ingenieur en uitvinder
- Caspar Pound (1970-2004), Brits danceproducer
- Robert Pound (1919-2010), Canadees-Amerikaans natuurkundige
- Marcel Pourbaix (1904-1998), Belgisch ingenieur en scheikundige
- Théo Pourchaire (2003), Frans autocoureur
- Jerry Pournelle (1933-2017), Amerikaans sciencefictionschrijver
- Nicolas Poussin (1594-1665), Frans kunstschilder
- Tanja Poutiainen (1980), Fins alpineskiester
- Roy Pouw (1992), Nederlands motorcoureur
- Pieternel Pouwels (1969), Nederlands actrice

## Pov
- Roedolf Povarnitsyn (1962), Oekraïens atleet
- Léon Povel (1911-2013), Nederlands omroeper, hoorspel- en televisieregisseur
- Olesya Povh (1987), Oekraïens atlete

## Pow

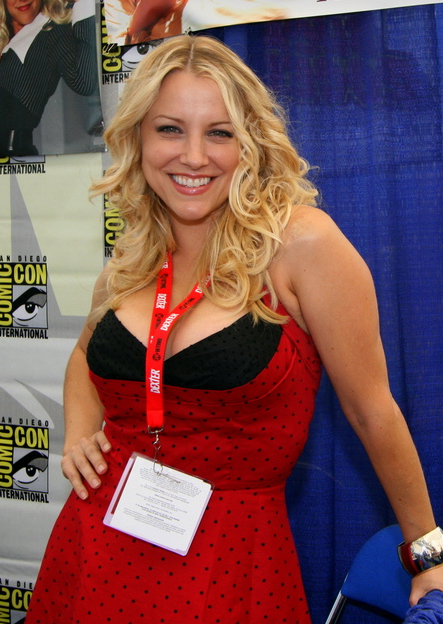
Brittney Powell

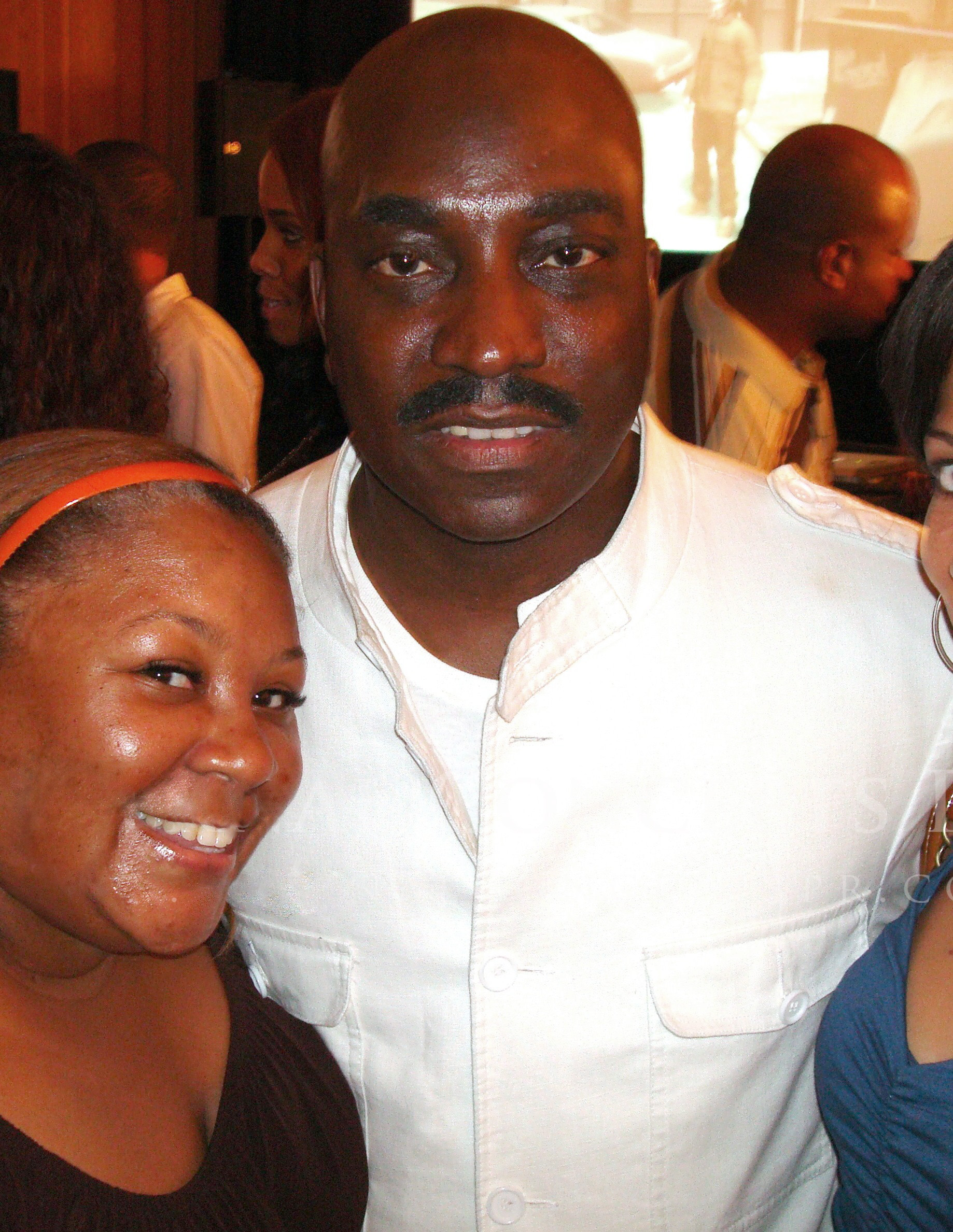
Clifton Powell

- Berry Powel (1980), Nederlands voetballer
- Addison Powell (1921-2010), Amerikaans acteur
- Alice Powell (1993), Brits autocoureur
- Asafa Powell (1982), Jamaicaans atleet
- Baden Powell (1937-2000), Braziliaans Bossa Nova-gitarist
- Brittney Powell (1972), Duits actrice
- Cecil Powell (1903-1969), Brits natuurkundige en Nobelprijswinnaar
- Clifton Powell (1956), Amerikaans acteur, filmproducent en filmregisseur
- Colin Powell (1937-2021), Amerikaans militair en politicus
- Donovan Powell (1971), Jamaicaans atleet
- Estaban Powell (1976), Amerikaans acteur, filmproducent en editor
- Linda Powell (1966), Amerikaans actrice
- Mike Powell (1963), Amerikaans atleet
- Milton Powell (1977-2023), Amerikaans rapper (beter bekend onder zijn alias Big Pokey)
- Powell (René Joannes) (1896-1940), Belgisch atleet
- Dave Power (1928-2014), Australisch atleet
- Gary Powers (1929-1977), Amerikaans spion
- Gladys Powers (1899-2008), Brits veterane uit de Eerste Wereldoorlog
- Jenny Powers (1979), Amerikaans actrice, zangeres en voormalig schoonheidskoningin
- Tim Powers (1952), Amerikaans sciencefiction en fantasyschrijver

## Poy
- Gustavo Poyet (1967), Uruguayaans voetballer en voetbalcoach
- John Henry Poynting (1852-1914), Engels natuurkundige

## Poz
- Irina Pozdnjakova (1953), Russisch zwemster
- Maria Pozsonec (1940-2017), Sloveens politica
- Filippo Pozzato (1981), Italiaans wielrenner
- Charles Pozzi (1909-2001), Frans autocoureur
- Philippe Pozzo di Borgo (1951-2023), Frans ondernemer en telg van de familie Pozzo di Borgo
- Vittorio Pozzo (1886-1968), Italiaans voetbalcoach